# Nextel
A Nextel Communications, Inc. foi uma operadora americana de serviços sem fio que se fundiu e deixou de existir como subsidiária da Sprint Corporation, que mais tarde seria comprada pela T-Mobile US e incorporada a essa empresa. Nextel no Brasil e anteriormente na Argentina, Chile, Peru, Filipinas e México, faz parte da NII Holdings, uma empresa autônoma de capital aberto que não pertence à Sprint Corporation.
A Nextel Communications tem suas raízes na fundação da FleetCall em 1987 por Morgan O'Brien, Brian McAuley, Chris Rogers e Peter Reinheimer. FleetCall mudou seu nome para Nextel Communications, Inc. em 1993. A Nextel forneceu serviços de comunicação digital sem fio, originalmente com foco na frota e clientes de despacho, mas posteriormente comercializados para todos os clientes sem fio em potencial. A rede da Nextel operava na faixa de Rádio Móvel Especializada de 800 MHz e utilizava a tecnologia iDEN desenvolvida pela Motorola. A rede iDEN da Nextel oferecia um recurso exclusivo de "walkie-talkie" push-to-talk, além de chamadas de voz com discagem direta. A Nextel foi uma das primeiras provedoras nos Estados Unidos a oferecer cobertura nacional de celular digital.
Antes da fusão com a Sprint Corporation em 2005, a Nextel Communications, Inc. era uma empresa de capital aberto. As ações são negociadas na NASDAQ sob o símbolo NXTL. A Nextel estava sediada em Reston, Virgínia, Estados Unidos.
Na época de sua fusão com a Sprint Corp. em 2005, a Nextel tinha mais de vinte milhões de assinantes nos Estados Unidos e atendia 198 dos 200 principais mercados. Nextel Communications, Inc. ofereceu serviços pós-pagos sob a marca Nextel e serviços pré-pagos sob a marca Boost Mobile.
No final de 2010, a Sprint Nextel anunciou planos para desativar a rede Nextel iDEN; em 30 de maio de 2012, a Sprint Nextel anunciou que encerraria a rede Nextel já em junho de 2013. A rede Nextel foi oficialmente desligada às 00h01 do dia 30 de junho de 2013, e a Sprint iniciou o processo de implantação de equipamentos LTE no espectro de 800 MHz anteriormente utilizado pela rede iDEN.
Antes da aquisição pela T-Mobile US, a Sprint Corporation continuou a oferecer serviços pré-pagos sob a marca Boost Mobile e também oferecia serviços push-to-talk como Sprint Direct Connect usando equipamento CDMA.

## História
Os advogados de telecomunicações Morgan E. O'Brien e Chris Rogers e os banqueiros de investimento Brian McAuley e Peter Reinheimer fundaram a FleetCall em 1987. FleetCall mudou seu nome para Nextel Communications em 1993. Em 1995, o pioneiro da indústria sem fio Craig McCaw tornou-se um investidor significativo na empresa. Outros primeiros investidores e funcionários incluem Mark Warner, agora senador dos Estados Unidos pela Virgínia, e Jack Markell, ex-governador de Delaware.
Os fundadores escolheram o nome "FleetCall" porque a rede da empresa utilizava frequências de rádio móvel especializadas de 800 MHz designadas pela Comissão Federal de Comunicações para uso no despacho de frotas. O núcleo do modelo de negócio era comprar estas frequências de despacho de frota aos operadores existentes com um desconto substancial quando comparado com o custo da largura de banda equivalente disponível através de leilão da Comissão Federal de Comunicações. Essas frequências "não celulares" foram tornadas utilizáveis para um serviço telefônico de voz sem fio para consumidores e empresas com a tecnologia iDEN desenvolvida pela Motorola, que alguns observadores da época disseram que não seria prática. Inicialmente, a FleetCall não queria incluir o recurso push to talk em seus telefones, mas a FCC exigiu isso, pois as frequências iniciais foram licenciadas para uso de despacho. Mais tarde, a Nextel usaria o recurso push-to-talk como uma importante vantagem de marketing.

## Inovações e tecnologias
A Nextel afetou o mercado de telefonia celular de diversas maneiras. Foi a primeira empresa a fornecer com sucesso planos de chamadas ilimitadas para uma grande base de clientes. A Nextel foi a primeira empresa a implementar em todo o país um sistema push-to-talk semelhante a um walkie-talkie, comercializado como DirectConnect. Ao contrário de outras redes celulares, a rede Nextel operava na banda Specialized Mobile Radio, e a Nextel foi uma das primeiras provedoras nos Estados Unidos a oferecer cobertura celular digital nacional. A empresa foi a primeira nos Estados Unidos a integrar recursos do sistema de posicionamento global em seus telefones e a concluir a atualização da rede 2G.
A Nextel também foi líder do setor em gerenciamento do ciclo de vida do cliente. Eles investiram significativamente em capacidade analítica, o que lhes permitiu superar seus concorrentes no tratamento eficaz das preocupações dos clientes. A empresa também desenvolveu capacidades que lhe permitem avaliar e rever objetivamente os valores do relacionamento com o cliente e projetar e responder à fidelidade do cliente. Como resultado desses esforços, e do que foi relatado como um forte foco na satisfação do cliente em toda a organização, a Nextel era conhecida pelas taxas de retenção de clientes líderes do setor, receita média por usuário e valor da vida útil do cliente.

### iDEN
A Nextel trabalhou por muito tempo em estreita colaboração com um único fornecedor, a Motorola, tanto em equipamentos quanto em padrões. O relacionamento próximo rendeu o protocolo Integrated Digital Enhanced Network (iDEN), que utiliza uma tecnologia de acesso múltiplo por divisão de tempo (TDMA). Alguns dos recursos especiais que a empresa utilizou incluíam o recurso push-to-talk, que simulava a operação half-duplex de um rádio bidirecional. A Nextel foi uma das poucas operadoras a adotar o iDEN em todo o mundo, embora a tecnologia tenha ganhado força através da NII Holdings nos países latino-americanos. iDEN (Motorola) também é utilizado no sudeste dos Estados Unidos pela SouthernLINC Wireless e no Canadá pela Telus Mobility sob a marca Mike Mobile.

### Push to talk
A Nextel obteve uma significativa vantagem tecnológica e de marketing por meio de sua tecnologia push-to-talk. Em 2003, a Verizon Wireless e a Sprint PCS lançaram recursos push-to-talk, seguida pela Cingular em 2005. Nenhuma ganhou força significativa. Nextel e Verizon entraram em uma batalha legal em junho de 2003 sobre a publicidade da Verizon para seu recurso push-to-talk. As empresas chegaram a um acordo no início de 2004. A publicidade inicial do serviço da Verizon foi pesada, mas tornou-se quase inexistente rapidamente, possivelmente devido a críticas negativas do serviço.
O recurso push-to-talk, com o qual a Nextel ganhou popularidade, tornou-se interoperável com a tecnologia QChat na rede Sprint em 2008. A Sprint lançou originalmente seu próprio serviço push-to-talk, conhecido como ReadyLink, que é baseado em SIP. Devido à diferença de tecnologia, os usuários do serviço ReadyLink nunca puderam fazer ou receber chamadas push-to-talk com usuários da tecnologia iDEN. Em 2009, a Sprint começou a descontinuar o QChat para se concentrar novamente na comercialização de dispositivos iDEN.
A Nextel também oferece um recurso em alguns de seus telefones, comercializado como DirectTalk. A tecnologia usa a banda ISM de 900 MHz e fornece dez canais FHSS para comunicações push to talk fora da rede entre telefones individuais que não estão necessariamente no alcance de torres sem fio.

### WiDEN
Em 2003, antes de sua fusão com a Sprint, a Nextel anunciou planos para sua rede 3G de próxima geração. Segundo informações, seria usada uma extensão do iDEN chamada WiDEN, desenvolvida pela Motorola. A Nextel atualizou sua rede para suportar o protocolo de pacotes de dados WiDEN, aumentando a velocidade de dados em até 90 kbit/s. Os Motorola i850, i860, i870 e i880 foram os únicos telefones que suportam WiDEN sem modificação. Em outubro de 2005, para liberar capacidade de rede para chamadas de celular devido ao rebanding, a Sprint retirou a capacidade de conexão ao serviço WiDEN de todas as torres Nextel.

## Fusão com Sprint e eventos subsequentes

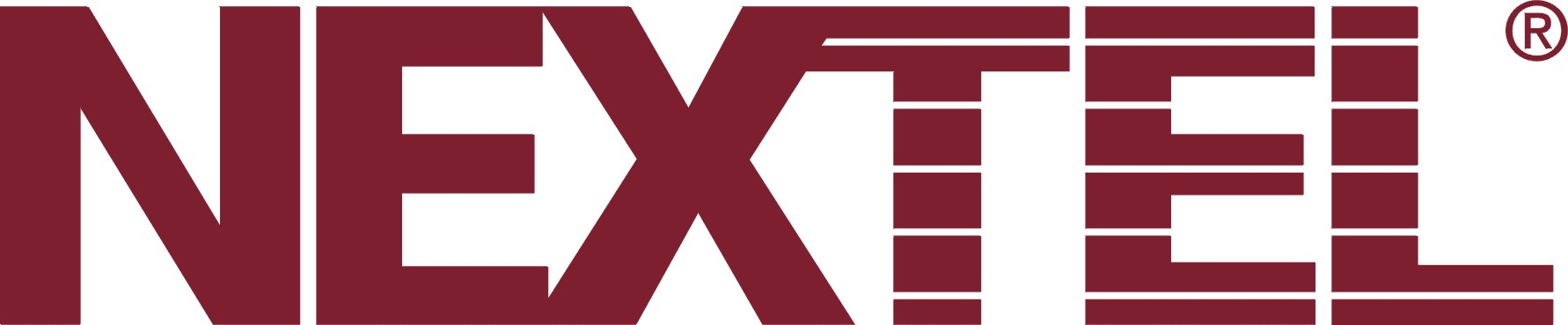
A marca Nextel usada durante a década de 1990.

Após a conclusão da fusão Sprint-Nextel em 12 de agosto de 2005, os planos futuros para a Nextel incluíam a migração de clientes para a rede CDMA da Sprint.
Após a fusão, a Sprint manteve a marca Nextel como um grupo não relacionado na Flórida, não afiliado à Sprint, registrou duas marcas e abriu seus negócios sob o nome Nextel. A Sprint processou o grupo que alega violação de marca registrada.

## Interferência de rádio
Devido a muitos problemas subjacentes de manutenção e ciclo de vida nos sistemas legados de segurança pública dos Estados Unidos, a interferência co-canal era uma ocorrência comum na banda de 800 MHz. Para resolver os problemas, a Nextel e a Comissão Federal de Comunicações desenvolveram um plano, aprovado pela FCC em agosto de 2004, para realocar os sistemas Nextel em outros lugares na faixa de 800 MHz, a fim de reduzir o potencial de interferência.
Antes da rebandagem, organizações de segurança pública, organizações empresariais e industriais e SMRs/ESMRs operavam na faixa de 851-861 MHz. Os ESMRs têm uso exclusivo da faixa de 861-866 MHz e as organizações de segurança pública têm uso exclusivo da faixa de 866-869 MHz.
Durante o processo de rebandagem, ocorreu o seguinte:
- Todos os licenciados com canais entre 866 e 869 MHz (NPSPAC) foram obrigados a mudar para canais equivalentes entre 851 e 854.

- Todos os licenciados, exceto ESMRs, com canais entre 851 e 854 MHz foram obrigados a mudar para canais equivalentes entre 854 e 862.

- A Nextel e demais operadoras de ESMR deverão abrir mão de todos os canais abaixo de 862 MHz. A FCC exigiu que a Nextel desocupasse todos os seus canais na faixa de 854 a 854,5 em todo o país o mais rápido possível para fornecer espectro adicional para necessidades de segurança pública.

- As organizações de segurança pública têm acesso exclusivo a todos os canais Nextel desocupados por 3 anos, após os quais estão abertos a todos os usuários elegíveis.

Após a rebandagem, as organizações de segurança pública e instituições de infraestrutura crítica obtiveram o uso exclusivo de 851-854 MHz. Os sistemas ESMR (principalmente Nextel) receberam uso exclusivo da faixa de 862-869 MHz, e segurança pública, usuários empresariais/industriais e SMRs de baixa potência compartilharam o espectro de 854-862 MHz. 860-861 MHz é designada como "Banda de Expansão" e 861-862 MHz é designada como "Banda de Guarda". Nenhum licenciado além do ESMR é obrigado a mudar para canais acima de 860 MHz.
A utilização de espectro contíguo permite a instalação de filtros simples para proteger os sistemas rádio de segurança pública contra interferências, o que é actualmente impossível no âmbito das actuais atribuições mistas na faixa dos 800 MHz.
A Nextel (Sprint) pagou grande parte do custo dessa reconfiguração, mas em compensação pela perda do espectro de 800 MHz, a empresa recebeu espectro na faixa de 2 GHz em 1910–1915/1990–1995 MHz. Este espectro foi localizado próximo às alocações existentes do Sprint PCS e pode ser usado para expandir o número de canais disponíveis para esse serviço, sem a necessidade de licitar capacidade adicional em um leilão de espectro.

## Principais patrocínios
Em 19 de junho de 2003, Nextel e NASCAR anunciaram um acordo de patrocínio para renomear a principal série de corridas da NASCAR para Nextel Cup Series começando em 2004. Nextel substituiu a marca de cigarros da R.J. Reynolds Tobacco Company, Winston, depois de passar 33 temporadas como patrocinadora titular da NASCAR Cup Series. Em 2008, entretanto, a série foi renomeada para Sprint Cup Series devido ao plano da Sprint Nextel de eliminar gradualmente a marca Nextel; o nome durou até o final da temporada de 2016. A Nextel também foi um dos principais patrocinadores da extinta equipe ChampCar PacWest Racing, que pertencia ao irmão de Craig McCaw, Bruce.